# Microcebus
Microcebus É. Geoffroy, 1828 è un genere di lemuri appartenente alla famiglia Cheirogaleidae.
Come tutti i lemuri, il genere è endemico del Madagascar, dove le varie specie preferiscono gli ambienti forestali o montani.
Gli esponenti del genere hanno dimensioni minute (a Microcebus è ascritto anche il microcebo pigmeo, il più piccolo primate del mondo), grandi occhi ed orecchie ellittiche, muso corto e appuntito, aspetto paffuto con zampe corte e grandi mani dai polpastrelli arrotondati.
L'aspetto ed i movimenti simili a quelli di alcune specie di topi hanno fatto sì che questi animali vengano chiamati anche lemuri-topo: più che altro, i microcebi sono paragonabili ai nostri ghiri, poiché come loro passano il giorno a riposare in nidi rotondi costruiti con foglie e rami, mentre di notte escono alla ricerca di frutti, linfa o insetti.
Durante i periodi di siccità tendono a cadere in letargo, utilizzando per il sostentamento le riserve di grasso che accumulano sulle zampe posteriori e sulla coda (alla radice della stessa o nella sua parte più larga).
Le specie di microcebo costituiscono un caso di specie criptiche. Sono veramente difficili da distinguere tra loro semplicemente dal punto di vista morfologico, la loro diversità invece si riscontra a livello genetico o per la divergenza nella loro voce o richiamo.

## Sistematica
Nel giro di 16 anni (1998/2014) il numero di ascritti al genere è passato da 8 a 21 specie.
Al 31/12/2014 il genere comprende le seguenti specie:
- Microcebus arnholdi - microcebo di Arnhold[6]
- Microcebus berthae - microcebo di madame Berthe
- Microcebus bongolavensis - microcebo di Bongolava
- Microcebus danfossi - microcebo di Danfoss
- Microcebus gerpi - microcebo del GERP[7]
- Microcebus griseorufus - microcebo rossogrigio
- Microcebus jollyae - microcebo di Jolly
- Microcebus lehilahytsara - microcebo di Goodman
- Microcebus macarthurii - microcebo di McArthur[8]
- Microcebus mamiratra - microcebo di Claire
- Microcebus marohita - microcebo di Marohita[9]
- Microcebus margotmarshae - microcebo di Margot Marsh[6]
- Microcebus mittermeieri - microcebo di Mittermeier
- Microcebus murinus - microcebo murino
- Microcebus myoxinus - microcebo pigmeo
- Microcebus ravelobensis - microcebo bruno e dorato
- Microcebus rufus - microcebo rosso
- Microcebus sambiranensis - microcebo di Sambirano
- Microcebus simmonsi - microcebo di Simmons
- Microcebus tavaratra - microcebo rosso settentrionale
- Microcebus tanosi - microcebo di Anosy[9]

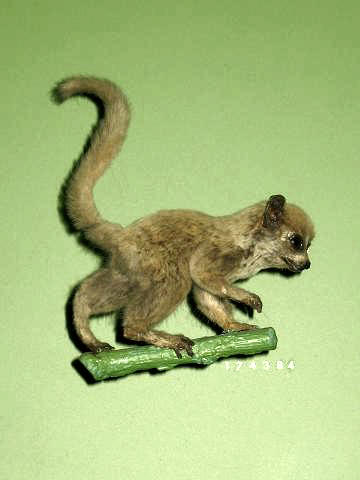
Microcebus murinus
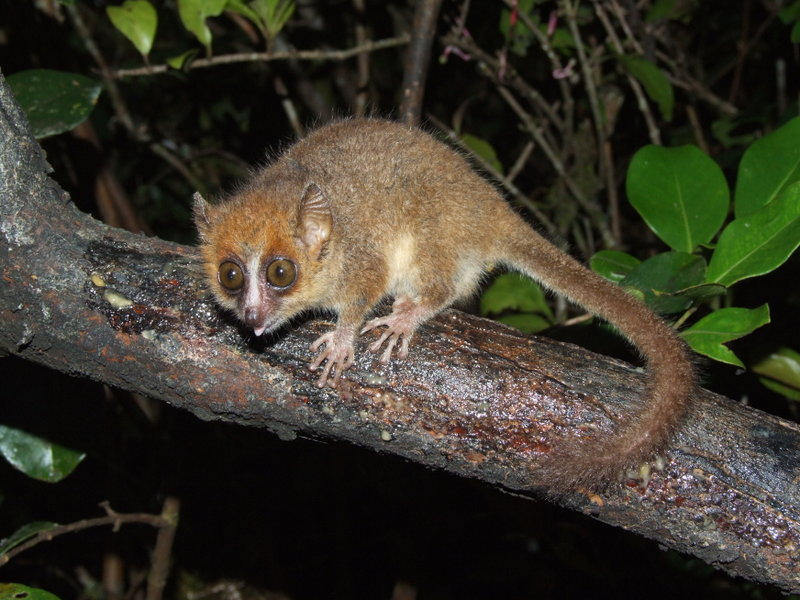
Microcebus myoxinus
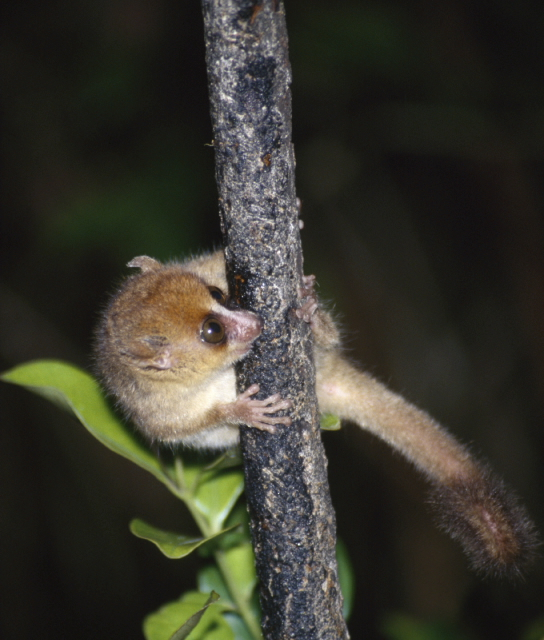
Microcebus rufus
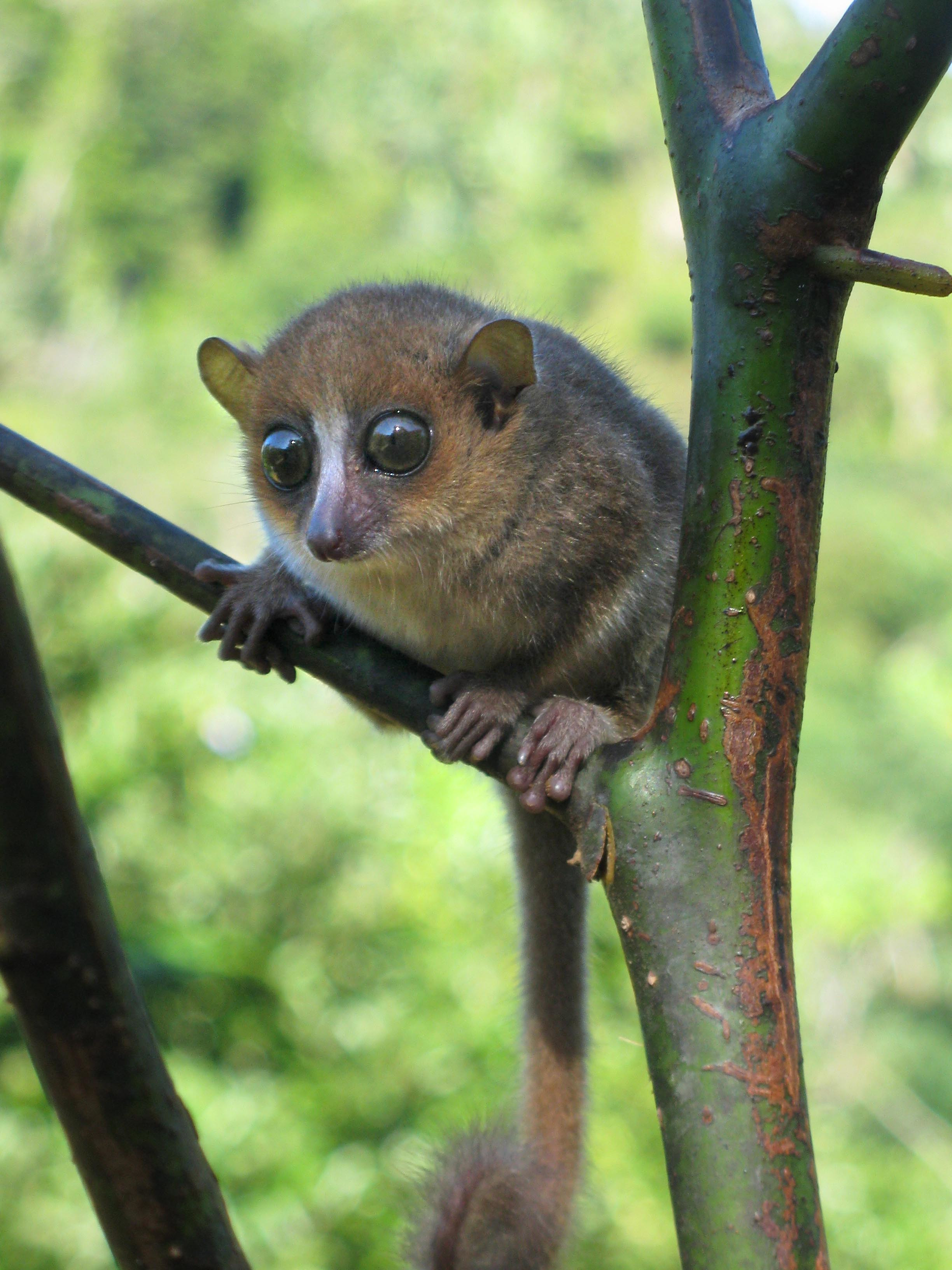
Microcebus gerpi